# Saint-Germain-d'Étables
Saint-Germain-d'Étables és un municipi francès situat al departament del Sena Marítim i a la regió de Normandia. L'any 2007 tenia 266 habitants.

## Demografia

### Població
El 2007 la població de fet de Saint-Germain-d'Étables era de 266 persones. Hi havia 100 famílies de les quals 8 eren unipersonals (8 dones vivint soles i 8 dones vivint soles), 40 parelles sense fills, 40 parelles amb fills i 12 famílies monoparentals amb fills.
La població ha evolucionat segons el següent gràfic:
Habitants censats

### Habitatges
El 2007 hi havia 114 habitatges, 100 eren l'habitatge principal de la família, 11 eren segones residències i 2 estaven desocupats. Tots els 113 habitatges eren cases. Dels 100 habitatges principals, 89 estaven ocupats pels seus propietaris i 11 estaven llogats i ocupats pels llogaters; 1 tenia una cambra, 1 en tenia dues, 9 en tenien tres, 13 en tenien quatre i 76 en tenien cinc o més. 77 habitatges disposaven pel capbaix d'una plaça de pàrquing. A 35 habitatges hi havia un automòbil i a 60 n'hi havia dos o més.

### Piràmide de població
La piràmide de població per edats i sexe el 2009 era:
| Homes | Edats   | Dones |
| ----- | ------- | ----- |
| 0     | 95 o +  | 0     |
| 0     | 90 a 94 | 0     |
| 0     | 85 a 89 | 0     |
| 0     | 80 a 84 | 0     |
| 4     | 75 a 79 | 4     |
| 0     | 70 a 74 | 0     |
| 16    | 65 a 69 | 0     |
| 8     | 60 a 64 | 8     |
| 8     | 55 a 59 | 4     |
| 4     | 50 a 54 | 12    |
| 24    | 45 a 49 | 8     |
| 8     | 40 a 44 | 24    |
| 16    | 35 a 39 | 20    |
| 0     | 30 a 34 | 4     |
| 4     | 25 a 29 | 0     |
| 4     | 20 a 24 | 0     |
| 20    | 15 a 19 | 32    |
| 16    | 10 a 14 | 20    |
| 4     | 5 a 9   | 12    |
| 8     | 0 a 4   | 4     |

## Economia
El 2007 la població en edat de treballar era de 188 persones, 136 eren actives i 52 eren inactives. De les 136 persones actives 122 estaven ocupades (62 homes i 60 dones) i 14 estaven aturades (7 homes i 7 dones). De les 52 persones inactives 20 estaven jubilades, 21 estaven estudiant i 11 estaven classificades com a «altres inactius».

### Ingressos
El 2009 a Saint-Germain-d'Étables hi havia 100 unitats fiscals que integraven 257 persones, la mediana anual d'ingressos fiscals per persona era de 19.810 €.

### Activitats econòmiques
Dels 12 establiments que hi havia el 2007, 2 eren d'empreses alimentàries, 1 d'una empresa de fabricació d'altres productes industrials, 5 d'empreses de construcció, 1 d'una empresa de comerç i reparació d'automòbils, 1 d'una empresa d'hostatgeria i restauració i 2 d'empreses classificades com a «altres activitats de serveis».
Dels 4 establiments de servei als particulars que hi havia el 2009, 1 era una fusteria, 2 lampisteries i 1 electricista.
L'any 2000 a Saint-Germain-d'Étables hi havia 10 explotacions agrícoles que ocupaven un total de 335 hectàrees.

## Poblacions més properes
El següent diagrama mostra les poblacions més properes.